# Ruschia sandbergensis
Ruschia sandbergensis är en isörtsväxtart som beskrevs av L. Bol. Ruschia sandbergensis ingår i släktet Ruschia och familjen isörtsväxter. Inga underarter finns listade i Catalogue of Life.